# Madagascar (pel·lícula)
Madagascar és una pel·lícula animada en 3-D produïda per Dreamworks i estrenada als Estats Units el 27 de maig del 2005. La pel·lícula es va estrenar a les sales catalanes el 17 de juny de 2005 i va ser doblada al català amb el suport de la Generalitat de Catalunya. També va tenir una preestrena el 16 de juny a Barcelona.
La pel·lícula tracta de quatre animals del zoo de Central Park, Nova York, (Àlex el lleó, Marty la zebra, Glòria la hipopòtam i Melman la girafa) que han estat tota la seva vida en captivitat. Un dia, un d'ells, Marty, no pot resistir la seva curiositat i decideix escapar del zoo (amb l'ajuda dels pingüins) per anar a descobrir món. L'endemà al matí, els seus 3 amics veuen que no hi és i decideixen anar a buscar-lo i tornar al zoo l'abans possible. Àlex, Glòria i Melman aconsegueixen trobar a Marty a l'estació Central, però poc després i abans que puguin tornar al zoo són capturats per humans amb la intenció d'enviar-los cap a l'Àfrica. Els pingüins sabotegen el vaixell i això fa que el 4 amics acabin a l'exòtica illa de Madagascar que fa que hagin d'inventar-se les mil i una per a sobreviure a la jungla.

## Argument
La història comença amb una zebra (Marty), corrent tranquil·lament per la jungla, de sobte apareix un lleó (Àlex) perseguint-la, quan Marty deixa de somiar i veu a Àlex celebrant el seu aniversari i li dona de regal una esfera de vidre on apareix una figureta del mateix Àlex. De cop i volta el rellotge marca les 12:00 i els nens entren al Zoo. Àlex, de pressa, desperta a la girafa (Melman) i a la hipopòtam (Glòria).
Mentre els pingüins intenten cavar un pou amb palets de gelats i culleres per a escapar-se, els micos (Mason i Philip) estan prenent un cafè a les escombraries, Àlex fa trucs sorprenents, Marty entreté als nens escopint d'un costat a l'altre, Glòria fa els seus millors trucs a l'aquari i a Melman li estan fent uns massatges els metges. A la nit, el lleó, la hipopòtam i la girafa li fan una festa d'aniversari sorpresa a Marty i aquest els diu que el seu desig seria anar a la junga. A les 00.30h Melman explica que Marty ha fugit del zoo i Àlex, Glòria i Melman decideixen escapar-se per anar a buscar a Marty i impedir que faci una bogeria com aquesta.
Els 4 amics són capturats a l'estació Central i decideixen ser transportats a una reserva natural a Kenya, Àfrica. Però els problemes comencen quan els pingüins es fan amb el timó del vaixell i volen transportar-lo a l'Antàrtida. Les caixes que contenien a Àlex, Glòria i Melman cauen al mar i són arrossegades per les onades fins a Madagascar. Allà és on troben els lèmurs i el rei Julien durant una festa. Després d'un temps a l'illa Àlex comença a tornar-se salvatge degut a la seva obsessió amb els filets de cap de bestiar i tracta de menjar-se a Marty. Àlex, al sentir-se culpable.

## Repartiment[5]
| Personatge     | Veu original           | Veu catalana        |
| -------------- | ---------------------- | ------------------- |
| Alex           | Ben Stiller            | Roger Pera          |
| Marty          | Chris Rock             | Claudi Domingo      |
| Glòria         | David Schwimmer        | Isabel Valls        |
| Melman         | Jada Pinkett Smith     | Ivan Labanda        |
| Rei Julian     | Sacha Baron Cohen      | José Javier Serrano |
| Maurice        | Cedric the Entertainer | Ricky Coello        |
| Mort           | Andy Richter           | Aleix Estadella     |
| Capità         | Tom McGrath            | Mark Ullod          |
| Kowalski       | Chris Miller           | Ramon Canals        |
| Caporal        | Christopher Knights    | Xavier Casan        |
| Mason          | Conrad Vernon          | Jordi Hurtado       |
| Cavall Policia | David Cowgill          | Eduard Doncos       |
| Oficial        | Stephen Apostolina     | Amadeu Aguado       |

| Informació tècnica    | Informació tècnica         |
| --------------------- | -------------------------- |
| Estudi de doblatge    | Sonoblok, S.A. (Barcelona) |
| Director de doblatge  | Quim Roca                  |
| Traductor i ajustador | Lluís Comes                |
| Assessor lingüístic   | David Arnau                |

## Seqüeles
L'any 2008 es va estrenar la primera seqüela de la pel·lícula, amb el títol: Madagascar: Escape 2 Africa per Etan Cohen i dirigida per Eric Darnell i Tom McGrath. En aquesta seqüela els animals decideixen retornar a Nova York des de Madagascar però per accident acaben a Àfrica on alguns es retroben amb els seus familiars i altres amb més animals de la seva especie.
L'any 2012 es va estrenar la tercera entrega de la saga: Madagascar 3: Europe's Most Wanted  que va ser traduïda al català com a Madagascar 3: De marxa per Europa.